# Liste der Kulturdenkmale in Amapá
Die Liste der Kulturdenkmale in Amapá verzeichnet die im Instituto do Patrimônio Histórico e Artístico Nacional (IPHAN) gelisteten Kulturdenkmale im brasilianischen Bundesstaat Amapá.

## Liste
| Denkmal                         | Gemeinde                               | Lage | Bemerkung                                      | IPHAN-Nr. | Art                         | Datum              | Bild |
| ------------------------------- | -------------------------------------- | ---- | ---------------------------------------------- | --------- | --------------------------- | ------------------ | ---- |
| Fortaleza de São José do Macapá | Macapá                                 | Lage | Festungsbau 1764                               | 423       | bundesstaatlich; Baudenkmal | 1950               |      |
| Vila Serra do Navio             | Serra do Navio, Água Branca do Amapari | Lage | In den 1950er Jahren geplantes Industriegebiet | 1567      | Gebäudeensemble             | 2008 (Januar 2012) |      |